# 1801 en santé et médecine
| Années de la santé et de la médecine : 1798 - 1799 - 1800 - 1801 - 1802 - 1803 - 1804    |
| Décennies de la santé et de la médecine : 1770 - 1780 - 1790 - 1800 - 1810 - 1820 - 1830 |

Cet article présente les faits marquants de l'année 1801 en santé et médecine.

## Événements
- Épidémies de peste à Bagdad et en Égypte[1],[2].

## Publications
- Xavier Bichat (1771-1802) : Anatomie générale appliquée à la physiologie et à la médecine : t. 1.
- Edward Jenner (1749-1823) : On the origin of the vaccine inoculation.
- Heinrich Matthias Marcard (de) (1747-1817) : De la nature et de l'usage des bains, trad. Michel Parant[3].
- Antonio Scarpa (1752–1832) : Saggio di osservazioni e d'esperienze sulle principali malattie degli occhi, qui fonde l'ophtalmologie en Italie[4]. Traductions françaises : vol. 1 et 2.
- Samuel Thomas von Sömmering (1755-1830) : Abbildungen des menschlichen Auges, qui décrit pour la première fois la macula lutea de la rétine humaine.
- Philippe Pinel (1745-1826) : Traité médico-philosophique sur l'aliénation mentale, ou La manie.

## Prix
- Médaille Copley : Astley Paston Cooper (1768-1841) pour des articles sur l'effet de la destruction du tympan et la description d'une opération permettant l'amélioration de l'audition dans certains cas de surdité[5].

## Naissances
- 17 juin : Jean Nicolas Houzeau-Muiron (mort en 1844), pharmacien et fabricant de produits chimiques français.
- 20 juin :  Lorenzo Granetti (it) (mort en 1871), médecin et écrivain italien.
- 14 juillet : Johannes Peter Müller (mort en 1858), médecin, physiologiste, ichtyologiste et professeur d'anatomie comparée allemand.
- 13 septembre : Alfred Donné (mort en 1878), médecin et bactériologiste français.
- 14 octobre : Armand Trousseau (mort en 1867), médecin clinicien et homme politique français, mort d'un cancer gastrique[6] dont il avait lui-même fait le diagnostic six mois plus tôt devant l'apparition d'une thrombose veineuse du membre supérieur (nommée plus tard en son honneur le syndrome de Trousseau dans le cadre d'une hypercoagulabilité para-néoplasique). Il a ce mot célèbre : « Je suis perdu, une phlébite qui vient de se déclarer cette nuit ne me laisse plus aucun doute sur la nature de mon mal. »

## Décès
- 17 mai :  William Heberden (né en 1710), médecin anglais.

Date inconnue
- Thomas Fowler (né en 1736), pharmacien et médecin anglais.